# Adrijus Glebauskas
Adrijus Glebauskas (20 novembre 1994) è un altista lituano.

## Palmarès
| Anno | Manifestazione   | Sede    | Evento        | Risultato | Prestazione | Note                                     |
| ---- | ---------------- | ------- | ------------- | --------- | ----------- | ---------------------------------------- |
| 2013 | Europei juniores | Rieti   | Salto in alto | 8º        | 2,12 m      |                                          |
| 2015 | Europei under 23 | Tallinn | Salto in alto | 20º (q)   | 2,10 m      | Miglior prestazione personale stagionale |
| 2017 | Universiadi      | Taipei  | Salto in alto | 5º        | 2,23 m      | Miglior prestazione personale            |
| 2018 | Europei          | Berlino | Salto in alto | 20º (q)   | 2,16 m      |                                          |
| 2019 | Europei indoor   | Glasgow | Salto in alto | 11º (q)   | 2,21 m      | Miglior prestazione personale            |
| 2019 | Giochi europei   | Minsk   | Salto in alto | 5º        | 2,22 m      |                                          |
| 2019 | Universiadi      | Napoli  | Salto in alto | Bronzo    | 2,24 m      | Miglior prestazione personale stagionale |
| 2019 | Mondiali         | Doha    | Salto in alto | 21º (q)   | 2,22 m      |                                          |
| 2021 | Europei indoor   | Toruń   | Salto in alto | 5º        | 2,23 m      |                                          |
| 2021 | Giochi olimpici  | Tokyo   | Salto in alto | 26º (q)   | 2,17 m      |                                          |